# Корпуана білогорла
Корпуа́на білогорла (Asthenes fuliginosa) — вид горобцеподібних птахів родини горнерових (Furnariidae). Мешкає в Андах.

## Опис
Довжина птаха становить 18-20 см, вага 14-20 г. Верхня частина тілв рудувато-коричнева. Над очима сірі "брови", на підборідді біла пляма. Нижня частина тіла сірувата, живіт білуватий.

## Підвиди
Виділяють чотири підвиди:
- A. f. fuliginosa (Lafresnaye, 1843) — західна Венесуела (південно-західна Тачира), Колумбія (Східний хребет Анд на південь до Кундінамарки) і Еквадор (Західний хребет Анд на південь до Пічинчи та Східний хребет Анд на південь до північного заходу Морони-Сантьяго);
- A. f. fumigata (Borrero, 1960) — Центральний хребет колумбійських Анд (від Кальдаса на південь до Нариньйо);
- A. f. peruviana (Cory, 1916) — північне Перу (Амазонас);
- A. f. plengei (O'Neill & Parker, TA, 1976) — центральне Перу (від Сан-Мартіна на південь до Паско).

## Поширення і екологія
Білогорлі корпуани мешкають у Венесуелі, Колумбії, Еквадорі і Перу. Вони живуть в чагарниковому підліску вологих гірських тропічних лісів Polylepis, поблизу або нижче верхньої межі лісу, а також на високогірних луках. Зустрічаються переважно на висоті від 2800 до 4000 м над рівнем моря, в Перу на висоті від 2300 м над рівнем моря.